# Río Chambeshi
El río Chambeshi (también conocido como el río Chambezi) es un río localizado en el nordeste de Zambia. Es la fuente más alejada  del río Congo, el sistema Luvua-Luapula-Chambeshi, formado por el río Luvua (350 km), el lago Mweru, el río Luapula (480 km), el lago Bangwelo y el propio río Chambeshi. Sin embargo, en términos de caudal, el río Lualaba es la mayor fuente del Congo.

## Geografía
El río Chambeshi surge como un arroyo en las montañas del nordeste de Zambia, cerca del lago Tanganica, a una elevación de 1760 metros sobre el nivel del mar. Fluye durante 480 km en los pantanos de Bangwelo, que forman parte del lago Bangwelo, y al final de la estación de lluvias en mayo, reparte una crecida que recarga los pantanos e inunda una vasta planicie aluvial en el sudeste, sosteniendo el ecosistema pantanoso de Bangwelo. El agua entonces fluye fuera de los pantanos como río Luapula.
Durante más de 100 km de su longitud, mientras fluye al este de Kasama, el río consiste de un laberinto de cauces de unos 2 km de ancho en pantanos, en una planicie aluvial de hasta 25 km de ancho. Río abajo, donde lo atraviesa el puente de la carretera Kasama-Mpika y el ferrocarril Tazara, el principal cauce permanente tiene unos 100 m de ancho, y hasta 400 m de ancho durante la crecida.